# Normanton-on-the-Wolds
Normanton-on-the-Wolds is een civil parish in het bestuurlijke gebied Rushcliffe, in het Engelse graafschap Nottinghamshire. In 2001 telde het dorp 263 inwoners. Normanton-on-the-Wolds komt in het Domesday Book (1086) voor als 'Normantone' / 'Normantun'.